# 日東交通鴨川営業所
日東交通鴨川営業所（にっとうこうつうかもがわえいぎょうしょ）は、千葉県鴨川市広場に所在する日東交通の営業所。主に鴨川地区を発着する高速バス路線を担当するほか、鴨川日東バスが運行していた一般路線バス全路線と鴨川市コミュニティバスを引き継いだ。
館山営業所と同じく機能が分散しており、国道128号線と並行する旧道沿いに車庫（鴨川日東バスと共有していた）と事務所、安房鴨川駅前に操車場をそれぞれ有している。

## 沿革

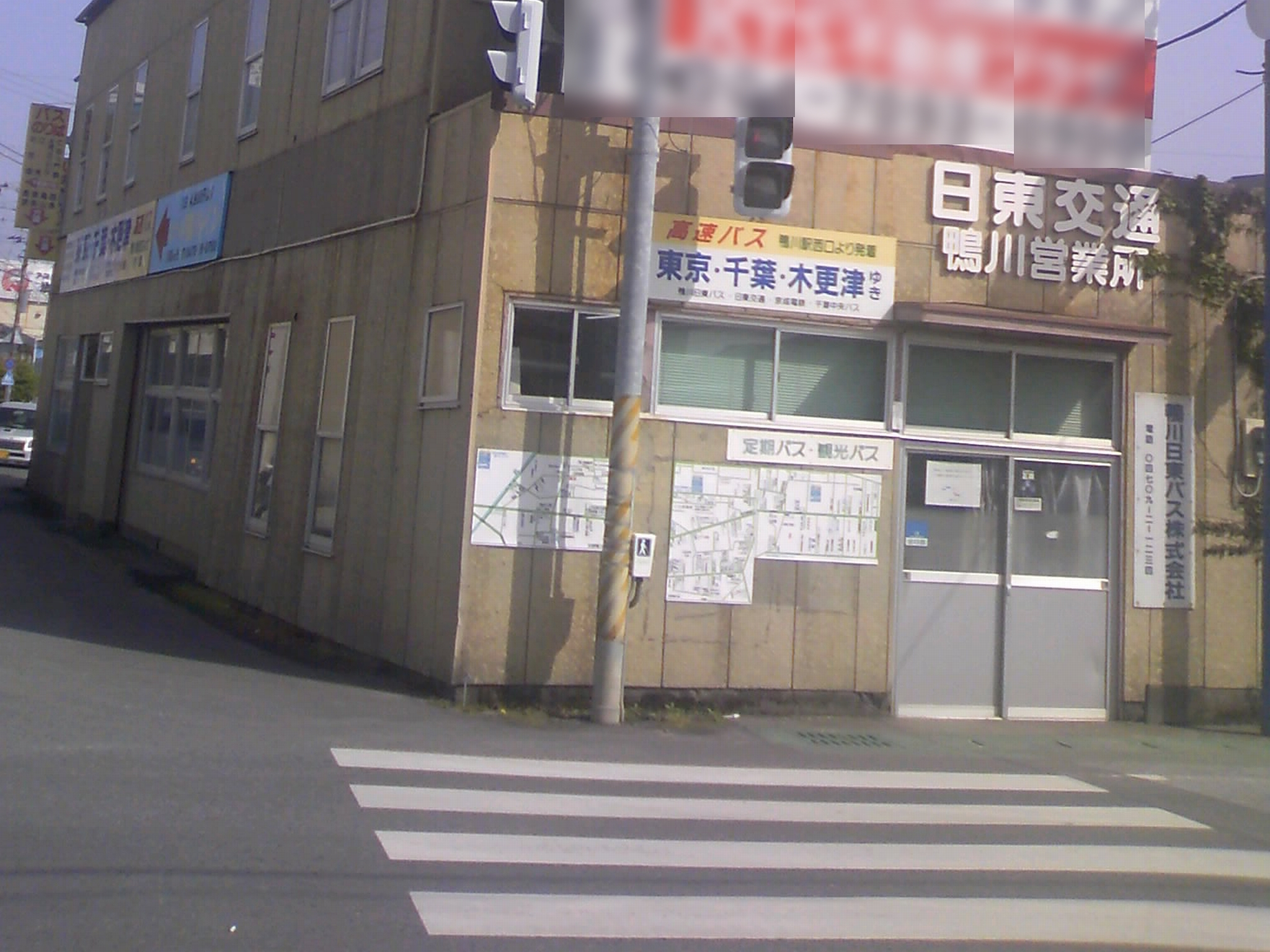
移転前は安房鴨川駅前に事務所を構えていた。

- 1994年（平成6年）10月1日 - 一般路線を鴨川日東バスに分社、移管する。
- 1998年（平成10年）3月14日 - 鴨川 - 東京線「アクシー号」開業。高速バスの管轄を開始。
- 2011年（平成23年）12月4日 - 事務所を待崎車庫内の現在地に移転。
- 2020年（令和2年）10月1日 - 日東交通が鴨川日東バスと館山日東バスを吸収合併[1]。鴨川日東バスが運行していた一般路線バス全路線と鴨川市コミュニティバスを引き継ぐ。

## 現行路線

### 高速バス

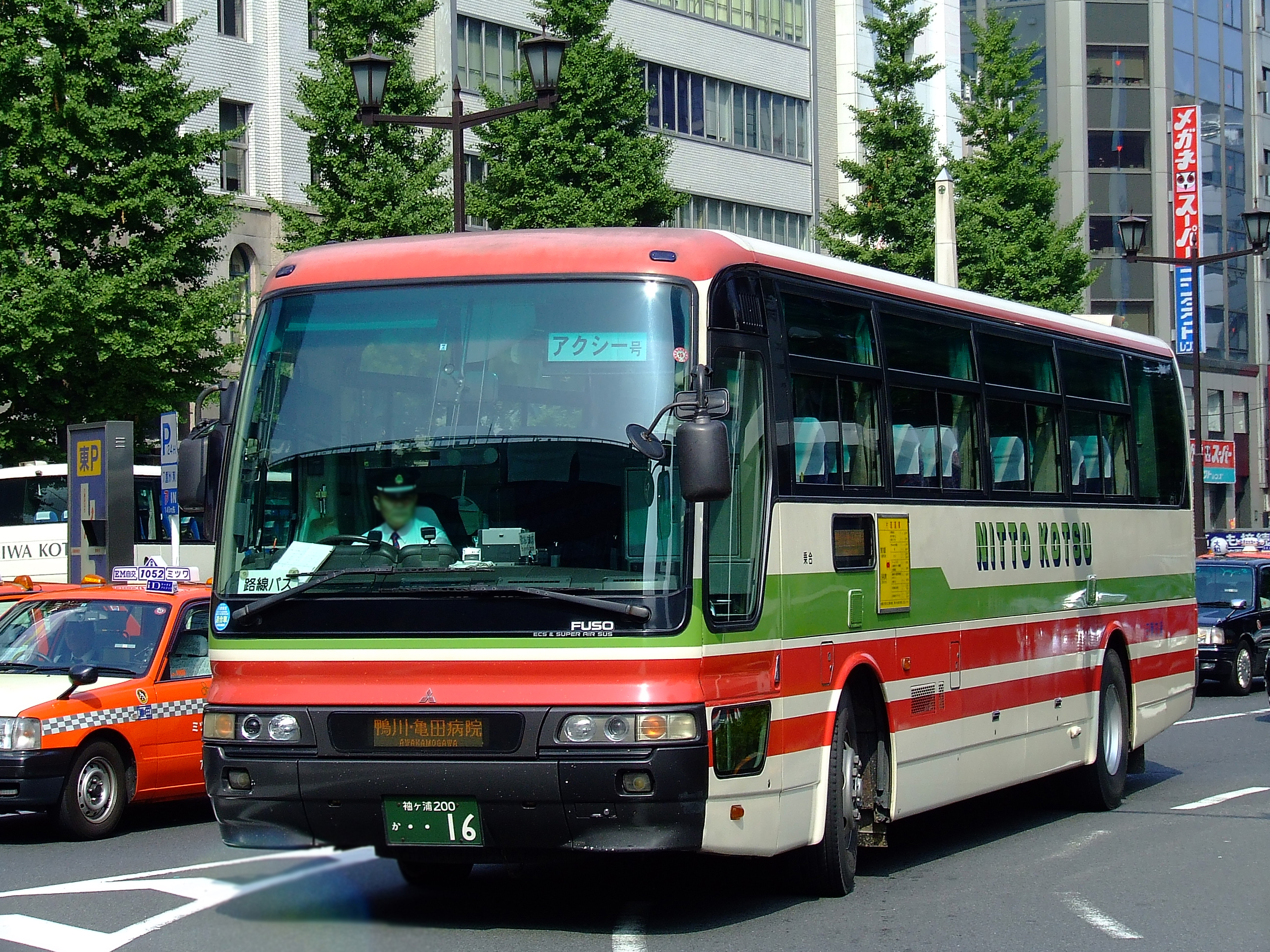
鴨川営業所の高速路線車（三菱ふそう・エアロバス）

<>内は共同運行会社。
- 鴨川 - 東京線 【アクシー号】<京成バス>

- 鴨川 - 千葉線 【カピーナ号】<千葉中央バス>

- 鴨川 - 渋谷線  【シーバレー号】<東急バス>

日東交通グループにとって、初めて渋谷へ乗り入れる路線である。回数券の設定はないが、PASMOなどのICカード決済で現金運賃より一律100円割引が適用される（木更津金田バスターミナル乗降を除く）。
2019年（平成31年）3月1日からは運行に東急トランセが加わり、一部便が二子玉川へ延伸された。併せて、一般公募による愛称も制定された。愛称は鴨川の海＝「シー」と渋谷の「谷」＝「バレー」を掛け合わせた造語である。
- 亀田病院 - 安房鴨川駅 - かずさアーク - 木更津金田バスターミナル ⇔ 渋谷マークシティ

路線沿革
- 2018年（平成30年）10月1日 - 運行開始。1日4往復。
- 2019年（平成31年）3月1日 - 1日7.5往復に増便。二子玉川へ延伸。
- 2020年（令和2年）
  - 4月6日 - 新型コロナウイルスの感染拡大の影響により、当面の間運休。
  - 7月23日 - 急行便4往復のみで運行再開。普通便のみ停車していた『笹』、『松丘』、『平山』、『久留里城三の丸跡』、『久留里駅前』、『俵田』、『小櫃駅前』、『富崎神社』の各停留所と、二子玉川地区（『二子玉川駅』、『二子玉川ライズ・楽天クリムゾンハウス』）への停車を終了。
  - 10月1日 - 感染再拡大のため、当面の間運休。

- 2024年（令和6年）4月1日 - 共同運行会社が東急バスに変更（東急トランセが東急バスに吸収合併された事に伴う）。なお、同日以降も運休が継続している。

運行回数
- 下り4本、上り4本

- 安房小湊・御宿 - 東京線 <京成バス・小湊鉄道>

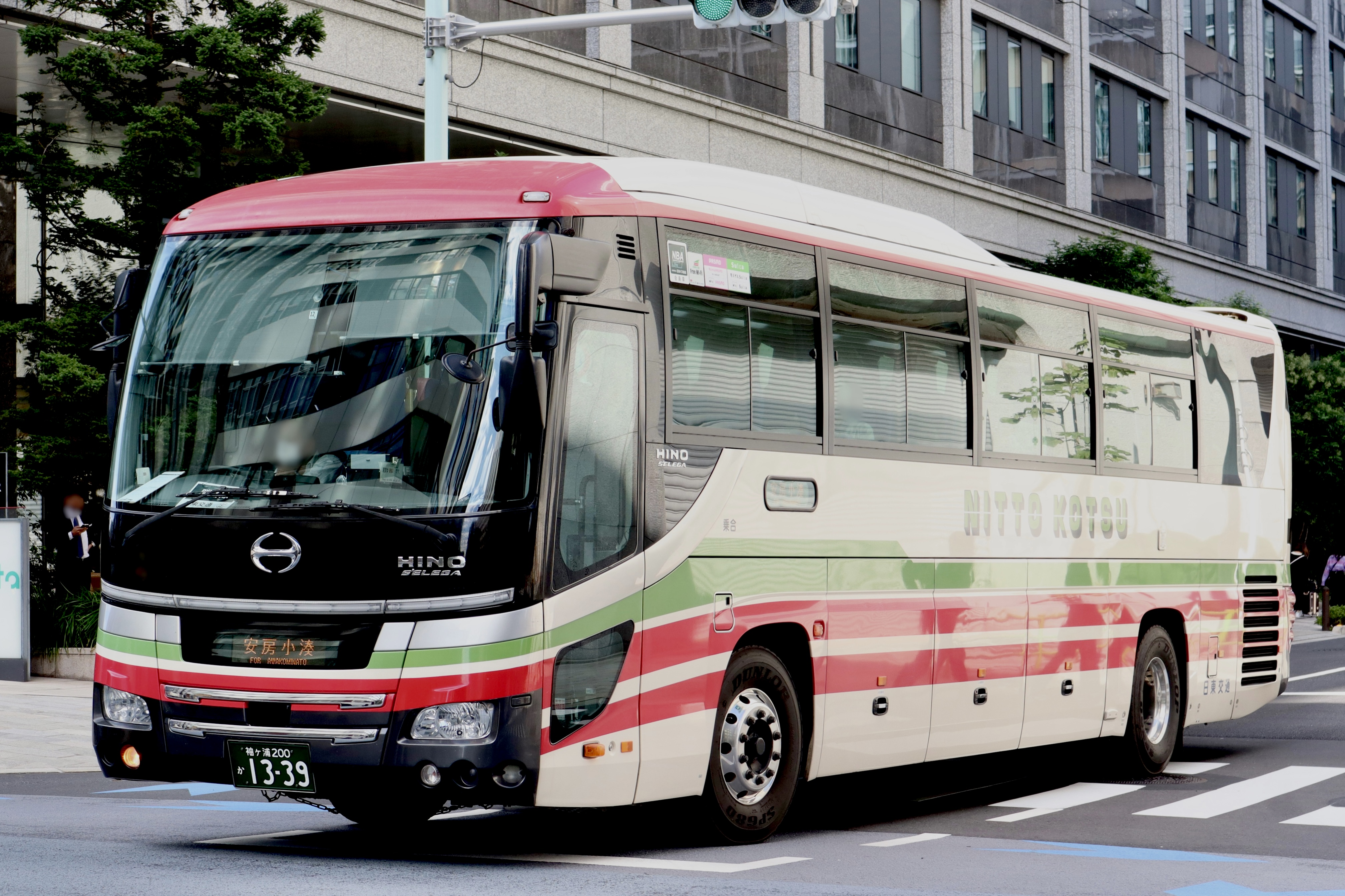
鴨川日東バスから移管された安房小湊・御宿 - 東京線

- - 御宿 - 勝浦駅 - 大多喜 - 市原鶴舞バスターミナル - 木更津金田バスターミナル ⇔ 東京駅八重洲口前
  - 安房小湊 - 勝浦駅 - 大多喜 - 市原鶴舞バスターミナル - 木更津金田バスターミナル ⇔ 東京駅八重洲口前
    - 2020年（令和2年）10月1日 - 鴨川日東バスの吸収合併に伴い、当所管轄となる。

### 急行バス
- 鴨川 - 木更津線
  - 亀田病院 - 鴨川シーワールド - 安房鴨川駅 - 主基駅 - 長狭中前 - サン・ラポール - ロマンの森共和国  - 東粟倉 - かずさアーク - 矢那川ダム - 木更津総合高校前 - 木更津駅西口 - 鳥居崎海浜公園前 - イオンモール木更津
    - 2020年（令和2年）10月1日 - 鴨川日東バスの吸収合併に伴い、当所管轄となる。
      - 合併前の沿革、路線詳細は「鴨川日東バス#鴨川 - 木更津線」を参照。

    - 2021年（令和3年）10月1日 - 『ほたる野』、『南清小学校』、『久保前』、『伊豆島上』の各停留所に停車開始[5]。
    - 2022年（令和4年）3月18日 - 『鳥居崎海浜公園前』停留所を新設[6]。

### 一般路線バス
鴨川日東バスから全路線を引き継いで、運行を開始した。
鴨川日東バス合併前の沿革、路線詳細は「鴨川日東バス#一般路線バス」の各項を参照。
- 鴨川市内線
  - 仁右衛門島入口 - 鴨川松島 - 前原海岸 - 鴨川駅東口 - 鴨川シーワールド - 亀田病院 - 天津駅前 - 小湊駅前 - 誕生寺入口
- 館山鴨川線
  - 館山駅 - 安房地域医療センター - 九重駅入口 - 加茂原[7] - 南三原駅前 - 拓心高前 - 和田浦WAO - お花畑 - 江見駅入口 - 房州大橋 - 仁右衛門島入口 - （鴨川市内線と同経路） - 亀田病院
- 長狭線
  - 亀田病院 - 鴨川シーワールド - 鴨川駅東口 - 主基駅 - 長狭学園正門前 - みんなみの里 - 吉尾駅 - 金束駅 - 平塚入口 - 平塚本郷

## 廃止路線

### 高速バス
- 鴨川 - 横浜線【実証運行】<鴨川日東バス>

鴨川市や長狭街道沿線の市民団体などが主導し、首都圏からみんなみの里への集客促進をメインとした同所の機能拡充の一環として、期間を定めて実証運行している。今回の利用状況を鑑みて、今後本格運行が可能かどうかを検証する。
- 亀田病院 - 安房鴨川駅 - みんなみの里 - 鋸南保田IC入口 - 袖ケ浦バスターミナル ⇔ 横浜駅東口

路線沿革
- 2019年（令和元年）11月1日 - 3往復にて実証運行を開始する。
- 2020年（令和2年）1月31日 - 実証運行終了。

### 特急バス
- 鴨川 - 君津線【君鴨ライナー】
  - 亀田病院 - 鴨川シーワールド - 安房鴨川駅 - 鴨川市役所入口 - 福祉センター前 - 君津ふるさと物産館 - 猪原 - 君津バスターミナル - 杢師四丁目 - 君津市役所 - 君津駅南口
    - 2020年（令和2年）
      - 10月1日 - 鴨川日東バスの吸収合併に伴い、当所管轄となる。
        - 合併前の沿革、路線詳細は「鴨川日東バス#鴨川 - 君津線【君鴨ライナー】」を参照。

      - 12月31日 - 実証運行終了[12]。

### 一般路線バス
- 大学線
  - 鴨川駅西口 - 長狭高校東 - 横渚 - JOSAI安房ラーニングセンター - （早稲田大学鴨川アカデミーハウス） - 城西国際大学観光学部
    - 2022年（令和4年）
      - 1月25日 - 城西国際大学移転に伴い減便。
      - 3月31日 - 路線休止[13]。

- 金谷線
  - 亀田病院 - 鴨川シーワールド - 鴨川駅東口 - 主基駅 - 長狭学園正門前 - みんなみの里 - 吉尾駅 - 金束駅 - 平塚入口 - 湯沢 - 道の駅 保田小学校 - 保田中央 - 東京湾フェリー
    - 2024年4月1日 - 路線廃止[14][15]。

## 車両

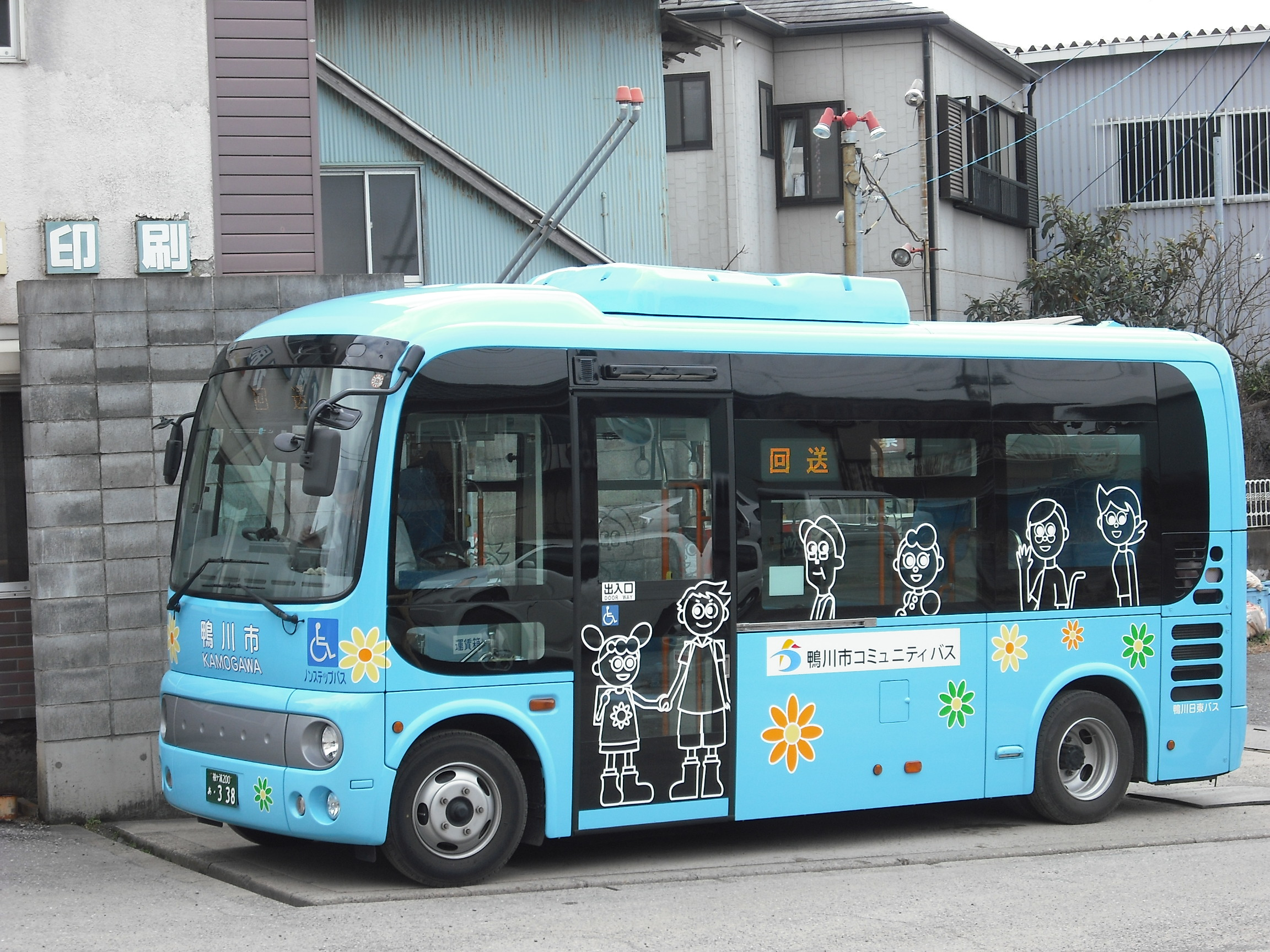
鴨川市コミュニティバスの車両（日野・ポンチョ）

同営業所の高速車は、担当する路線の所要時間は約2時間と長いため、全車に化粧室が備えられている。
- いすゞ自動車
  - ガーラ
- 三菱ふそうトラック・バス
  - エアロバス

コミュニティバス用の車両については「鴨川市コミュニティバス#車両」を参照。